# Cantus Arcticus

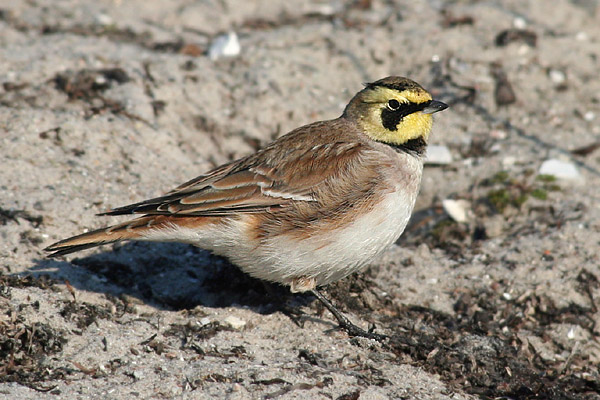
Ohrenlerche (Eremophila alpestris), deren Stimme in verfremdeter Form den zweiten Satz des Cantus Arcticus prägt

Der Cantus Arcticus (aus dem Lateinischen, etwa nördlicher Gesang) des finnischen Komponisten Einojuhani Rautavaara (1928–2016) kombiniert eine Orchesterbesetzung mit vom Tonband zugespielten Vogelstimmen. Der Titel verweist auf den Ursprung der Vogelgesänge in Nordfinnland. Das Werk entstand 1972 und trägt die Opuszahl 61.

## Entstehung und Uraufführung
Einojuhani Rautavaara schuf den Cantus Arcticus im Auftrag der 1958 gegründeten Universität Oulu im Jahr 1972 anlässlich ihrer ersten Promotionsfeierlichkeiten. Anstelle der für diesen Zweck traditionell erwarteten Kantatenkomposition entschied sich Rautavaara für ein „Concerto for Birds and Orchestra“ („Konzert für Vögel und Orchester“), wie das Werk auch im Untertitel benannt ist, da er keinen ausreichend inspirierenden Text finden konnte. Über seine Verwandten mütterlicherseits war Rautavaara die nähere Umgebung Oulus vertraut, und so nahm er eine Reihe von Vogelstimmen im Umfeld der Liminganlahti auf, einer Meeresbucht und gleichzeitig eines bedeutenden Vogelreviers in Finnland. Das Feuchtgebiet nahe der Gemeinde Liminka liegt südlich von Oulu in der Nähe des Polarkreises, der etwas nördlicher verläuft. Die Nachbearbeitung der Tonbänder erfolgte beim Finnischen Rundfunk in Helsinki.
Der Cantus Arcticus erhielt die Opuszahl 61 und ist dem damaligen finnischen Staatspräsidenten Urho Kekkonen gewidmet. Die Uraufführung fand am 18. Oktober 1972 in Oulu statt, gespielt vom Sinfonieorchester Oulu unter dem Dirigat von Stephen Portman.

## Instrumentation und Spieldauer
Die Partitur sieht folgende Besetzung vor: 2 Flöten, 2 Oboen, 2 Klarinetten in B, 2 Fagotte, 2 Hörner, 2 Trompeten in B, 1 Posaune, Tuba, Schlagwerk (Pauken ad libitum, Große Trommel, Paarbecken), Harfe, Celesta und Streicher, zusätzlich zweikanalige Tonbandzuspielung.
Die Aufführungsdauer beträgt etwa 18 Minuten.

## Charakterisierung
Anders als früher entstandene Kompositionen Rautavaaras, die sich teils serieller Techniken bedienen, ist der Cantus Arcticus, der zu den meistgespielten Werken des Komponisten zählt, überwiegend einem individuellen, neoromantisch-impressionistischen Idiom verpflichtet. Zur Zeit der Komposition war dieser Übergang bereits weit fortgeschritten. Die Verwendung von elektronischen Instrumenten und vorproduziertem Material in der Neuen Musik folgt einem Trend der Zeit, bereits im Jahr zuvor verwendete Rautavaara solches Material in seinem Chorwerk True and False Unicorn. Eine Neuheit im Cantus Arcticus stellt die Tatsache dar, dass aufgezeichnete Tierstimmen mit live gespielter Orchestermusik gewissermaßen in eine Symbiose treten: Im 1970 entstandenen And God Created Great Whales von Alan Hovhaness wechseln Walgesang und Orchester einander ab und überschneiden sich nur selten. In den Pini di Roma (1924) von Ottorino Respighi ist kurz die Aufnahme einer Nachtigall zu hören.
Der Cantus Arcticus ist dreisätzig. Der 1. Satz „Suo“ („The Bog“ – „Das Moor“ oder auch „Die Marsch“) wird von Soli der beiden Flöten eröffnet (die Partitur enthält zu Beginn die Anmerkung „Think of autumn and of Tchaikovsky“), zu denen bald Stimmen von Vögeln des küstennahen Marsch- und Sumpflandes sowie Kraniche hinzutreten. Hier zeigen sich erstmals aleatorische Elemente: Die nacheinander einsetzenden Stimmen, darunter auch Blasinstrumente, imitieren gemäß dem Dirigat die Vogelstimmen in vorgeschriebenen Mustern, der Kranich wird vom Staccato der Posaune nachgezeichnet. Gegen Ende kommt eine getragene Streichermelodie dazu, zuletzt verklingen die Stimmen nach einem Cellosolo. 
Im 2. Satz „Melankolia“ erklingt zunächst nur das Tonband, auf dem sich die Vogelstimmen der Ohrenlerche in beiden Kanälen gegenseitig imitieren. Die Aufnahmen wurden so verlangsamt, dass die Tonhöhe um 2 Oktaven herabgesetzt erscheint. Nach einer guten Minute setzen zaghaft die sordinierten Streicher ein und bilden eine mystische Atmosphäre, im weiteren Verlauf kommen auch Bläser, Celesta und Harfe hinzu. Die Dynamik des Orchesters erreicht einen Höhepunkt, fährt dann aber schließlich zurück und erstirbt schließlich, bis kurz darauf auch die Lerchenstimmen verblassen.
Der 3. Satz „Joutsenet muuttavat“ („Swans Migrating“ – „Ziehende Schwäne“) beginnt mit den Stimmen von Singschwänen, wobei Kopien der ursprünglichen Aufnahme übereinandergeschichtet werden.  Nach 30 Sekunden beginnen Flöten, Klarinetten und später auch Oboen über einem Streichervibrato, im Rahmen einer aleatorischen Textur, Vogelstimmen zu imitieren. Diese gewinnt unter Hinzutritt einer choralartigen Melodie der Hörner und später auch Streicher unter dynamischer Steigerung zunehmend an (auch harmonischer) Komplexität, bevor sich die Klänge am Ende gleichsam wie Schwäne auf ihrer Reise in die Ferne verlieren.

## Weitere Versionen
Seit 2017 existiert eine Bearbeitung für Tonband und Klavier von Peter Lönnqvist, im Untertitel bezeichnet als Duet for Birds and Piano, die auf Anregung von Laura Mikkola entstand. Der Klavierpart gilt als sehr schwer auszuführen, zudem werden Klaviertöne miteinbezogen, die über die normale Klaviatur hinausgehen und daher nur auf Spezialflügeln werkgetreu umgesetzt werden können.